# Chaetopleurophora palpalis
Chaetopleurophora palpalis är en tvåvingeart som beskrevs av Borgmeier 1961. Chaetopleurophora palpalis ingår i släktet Chaetopleurophora och familjen puckelflugor. Inga underarter finns listade i Catalogue of Life.